# Naturschutzgebiet Mönchenknapp
Das Naturschutzgebiet Mönchenknapp mit einer Größe von 20,62 ha liegt südlich von Berlar im Gemeindegebiet von Bestwig. Das Gebiet wurde 2008 mit dem Landschaftsplan Bestwig durch den Hochsauerlandkreis als Naturschutzgebiet (NSG) ausgewiesen.

## Gebietsbeschreibung
Beim NSG handelt es sich um ein Waldgebiet mit ehemaligen Niederwald mit Eichen-Birken-Wäldern mit einzelnen Rotbuchen. Im NSG finden sich Stollen und Halden des früheren Zink- und Bleibergbaus.

## Schutzzweck
Das NSG soll das Waldgebiet mit seinem Arteninventar schützen.
Wie bei allen Naturschutzgebieten in Deutschland wurde in der Schutzausweisung darauf hingewiesen, dass das Gebiet „wegen der Seltenheit, besonderen Eigenart und Schönheit des Gebietes“ als Naturschutzgebiet ausgewiesen wurde.